# أولاد زواي
أولاد زواي بلدية بولاية أم البواقي.تابعة دائرة سوق نعمان ويبلغ تعداد سكنها حوالي 6000